# ماري أنجو

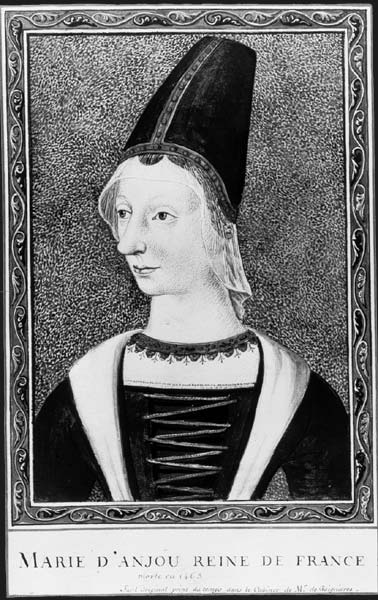
Maria d'Angiò

ماري أنجو (Marie d'Anjou) ملكة فرنسا القرينة من سنة 1422 حتى 1461.
ابنة دوق أنجو وكونت بروفنسا وملك نابولي لويجي الثاني أنجو (ابن ملك نابولي لويجي الأول أنجو وماري من شاتيون) ويولاند أراغون ابنة ملك تاج أراغون خوان الأول الصياد من زوجته يولاند بار.